# Jamesonit
Jamesonit (Haidinger, 1825), chemický vzorec Pb4FeSb6S14, je jednoklonný minerál. Je pojmenován na počest skotského mineraloga Roberta Jamesona (1774-1854).

## Původ
Hydrotermální minerál pozdní fáze vznikající za nízkých až středních teplot v Pb–Ag–Zn žilách.

## Morfologie
Vzácně vytváří sloupcovité až jehličkovité (podélně rýhované) krystaly dosahující velikosti až 10 cm, časté dvojčatné srůsty podle {100}. Obvykle je celistvý, stébelnatý, radiálně paprsčitý, nejčastěji jehličkovitý, jemně vláknitý až plstnatý.

## Vlastnosti
- Fyzikální vlastnosti: Tvrdost 2,5 (lze rýpat nehtem), křehký, hustota 5,6g/cm³, štěpnost dokonalá podle {001}, lom nerovný.
- Optické vlastnosti: Barva: olověná, časté náběhové barvy. Lesk kovový, průhlednost: opakní, vryp tmavě šedý až černý.
- Chemické vlastnosti: Složení: Pb 40,15 %, Fe 2,71 %, Sb 35,39 %, S21,75 %, příměsi Cu, Zn, Ag, Bi (Bi-jamesonit). Před dmuchavkou se taví. Rozpustný v HNO3 a horké HCl.

## Podobné minerály
- berthierit, plagionit, boulagerit

## Parageneze
- antimonit, boulagerit, sfalerit

## Využití
Jako antimonová a olověná ruda.

## Naleziště
Řídce se vyskytující minerál.
- Česko – Kaňk u Kutné Hory, Tisová u Kraslic, Příbram.
- Slovensko – Nižná Slaná, Rožňava, Medzibrod
- Německo – Freiberg, Wolfsberg, Neudorf
- Anglie – Endillion v sloupcovitých masách
- Švédsko – Sala
- Rumunsko
- Rusko – Zapokrovsk, Smirnovsk
- Mexiko – Zacatecas: Noria mina (u Sombrerete) v relativně tlustých krystalech
- a další.